# 恩智満一
恩智 左近満一（おんぢ みちかず、1337年没?）は、鎌倉時代末期から南北朝時代にかけて活躍した豪族。楠木正成に従い、俗に「楠公八臣」と呼ばれる武将の一人。また、恩智神社の社家である恩智貞吉の子孫とされ、恩智神社の宮司でもあった。河内国高安郡恩智村（現在の大阪府八尾市）に恩智城を築城したことでも知られ、兵法書「軍用秘術聴書」や「楠兵記」などを編纂したとされている。
しかし、恩智左近満一に関する古文書や研究論文が非常に少なく、楠公八臣の中でも特に実在が疑問視され、架空の人物という扱いを受けることもある。

## 生涯
恩智左近満一は恩智満俊の嫡男として生まれ、父とともに楠木正成につかえていた。1334年 - 1338年に高安山のふもとに恩智城を築城した。延元元年/建武3年5月25日（1336年7月4日）におこった湊川の戦いで楠木正成が戦死したあとは、その子、楠木正行につかえた。また、楠木正成の戦死とともに恩智城も落城した。
湊川の戦いがあった年の末、後醍醐天皇は吉野に還幸したが、この時、恩智左近満一は八尾別当賢幸ともに吉野に至り、吉野の守護にあたることとなった。その後も南朝方を守っていたが、不幸にして延元2年（1337年）6月に熱病のため急死した（7月という説もある）。

## 系譜

### 先祖
- 恩智貞吉
- 恩智満俊（父)

## 墓所など

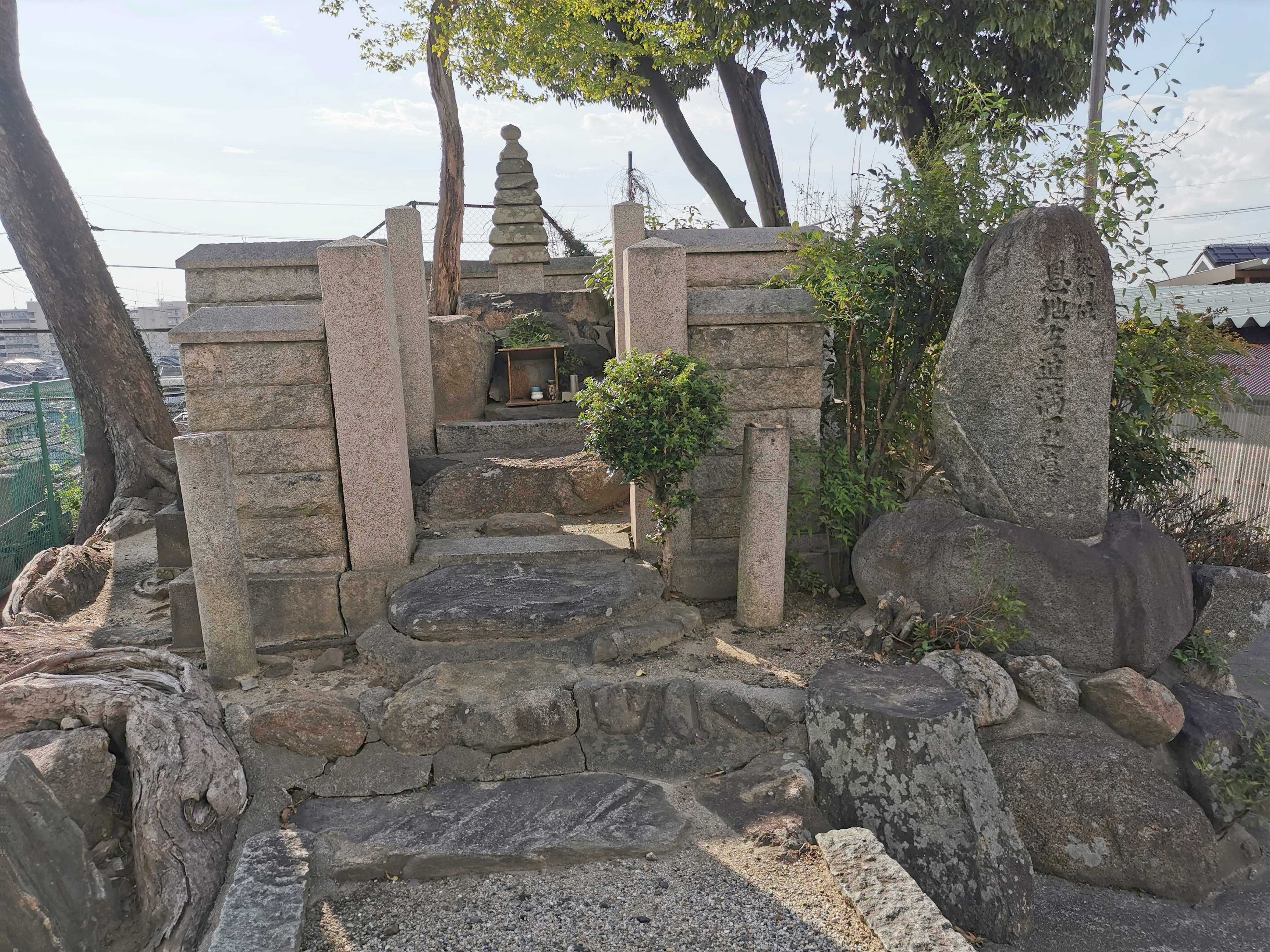

大阪府八尾市恩智中町5丁目にある。恩智神社参道入口鳥居から、東高野街道を南へ進んだ東沿いに「恩智左近旧跡」の碑があり、脇の石階段を上がったところに設置されている。恩地左近満一の墓の敷地内には、八尾市指定保全樹木 指定番号20のくすのきが植えられている。また、墓近くの説明文によると、「生前に自分の冥福を祈って、恩智の有志が建てた」とある。生前に自分で供養する逆修を行ったものとみられる。
大正8年（1919年）に恩智左近満一は従四位を追贈された。
近鉄大阪線恩智駅近くには恩智左近満一と恩智の桜（九桜）の説明板がある。